# Ulua mentalis
Ulua mentalis är en fiskart som först beskrevs av Cuvier, 1833.  Ulua mentalis ingår i släktet Ulua och familjen taggmakrillfiskar. Inga underarter finns listade i Catalogue of Life.

## Bildgalleri

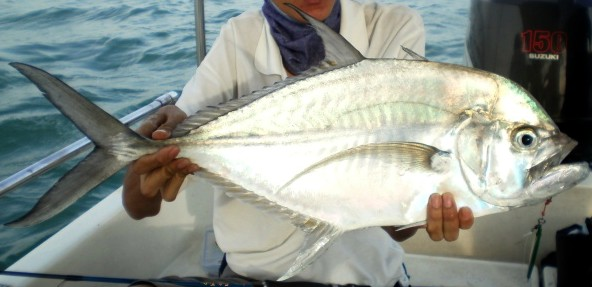
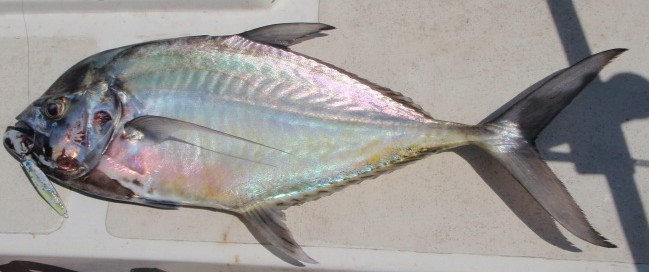